# Islas Flat
Las islas Flat también llamadas Flatøyholmane son un pequeño archipiélago en forma de cadena de islas que se extienden a lo largo de 2'5 millas en la dirección noreste a suroeste, está a 3 km al noroeste de la Base Mawson y 2 millas al suroeste de la isla Welch en la parte este de la bahía Holme, en la Antártida, está situada en las coordenadas 67°36′S 62°49′E / -67.600, 62.817. 
Las islas Flat fueron cartografiadas por cartógrafos noruegos a partir de fotografías aéreas tomadas por la Expedición Lars Christensen de 1936-1937, con el nombre Flatøyholmane fueron llamadas las islas del sur del archipiélago.
La isla cartografiada llamada Flatøy por los noruegos son en realidad tres islas, por las revisiones a cargo de las Expediciones Nacionales de Investigaciones Antárticas Australianas (ANARE). El Comité Australiano de los Nombres Antárticos (ANCA) recomendó en 1958 que por el nombre islas Flat sea llamado el grupo entero.

## Reclamación territorial
Las islas son reclamadas por Australia como parte del Territorio Antártico Australiano, pero esta reclamación está sujeta a las disposiciones del Tratado Antártico.
- Datos: Q5457768